# Eritrichium thomsonii
Eritrichium thomsonii là loài thực vật có hoa trong họ Mồ hôi. Loài này được (C.B.Clarke) I.M.Johnst. mô tả khoa học đầu tiên năm 1940.